# DDR-Eishockeymeisterschaft 1978/79
Für die DDR-Eishockey-Meisterschaft 1978/79 wurde die Oberliga-Serie von 10 auf 12 Spiele erweitert. Der Titelverteidiger SC Dynamo Berlin konnte den überlegenen Gesamtsieg aus dem Vorjahr wiederholen und stand bereits bei noch vier ausstehenden Spielen als alter und neuer Meister fest.
In der DDR-Bestenermittlung gewann die BSG Monsator Berlin zum vierten Mal in Folge und zog damit nach Anzahl der Titel mit der BSG Einheit Crimmitschau gleich.

## Meistermannschaft
| SC Dynamo Berlin | Wolfgang Kraske, Egon Schmeißer, Michael Pfuhl – Dieter Frenzel, Dietmar Peters, Reinhardt Fengler, Fred Freitag, Heinz Pöhland, Joachim Lempio, Klaus Schröder, Harald Kuhnke, Rainer Patschinski, Joachim Stasche, Gerhard Müller, Jürgen Breitschuh, Friedhelm Bögelsack, Roland Peters, Frank Proske, Wolfgang Unterdörfel, Jürgen Weinert, Wolfgang Beuthner, Detlef Radant, Norbert Schaberg – Trainer: Joachim Ziesche, Hartmut Nickel |

## Oberliga

### Tabelle
| Pl. | Verein               | Sp. | S  | U | N  | Tore  | Punkte |
| --- | -------------------- | --- | -- | - | -- | ----- | ------ |
| 1.  | SC Dynamo Berlin (M) | 12  | 10 | 1 | 1  | 58:25 | 21     |
| 2.  | SG Dynamo Weißwasser | 12  | 1  | 1 | 10 | 25:58 | 03     |

|     | DDR-Meister      |
| (M) | Titelverteidiger |

### Spiele
| Spielansetzungen | Spielansetzungen     | Spielansetzungen     | Spielansetzungen | Zwischenstände | Zwischenstände | Zwischenstände |
| ---------------- | -------------------- | -------------------- | ---------------- | -------------- | -------------- | -------------- |
| Spiel            | Heimteam             | Gästeteam            | Ergebnis         | Punkte (Tore)  | Punkte (Tore)  | Punkte (Tore)  |
| Spiel            | Heimteam             | Gästeteam            | Ergebnis         | Berlin         |                | Weißwasser     |
| 1                | SC Dynamo Berlin     | SG Dynamo Weißwasser | 60:01            | 20(6)          | :              | 0(1)           |
| 2                | SC Dynamo Berlin     | SG Dynamo Weißwasser | 50:04            | 40(11)         | :              | 0(5)           |
| 3                | SG Dynamo Weißwasser | SC Dynamo Berlin     | 30:02            | 40(13)         | :              | 20(8)          |
| 4                | SG Dynamo Weißwasser | SC Dynamo Berlin     | 20:04            | 60(17)         | :              | 20(10)         |
| 5                | SC Dynamo Berlin     | SG Dynamo Weißwasser | 40:0             | 80(21)         | :              | 20(10)         |
| 6                | SC Dynamo Berlin     | SG Dynamo Weißwasser | 70:03            | 100(28)        | :              | 20(13)         |
| 7                | SG Dynamo Weißwasser | SC Dynamo Berlin     | 40:04            | 110(32)        | :              | 30(17)         |
| 8                | SG Dynamo Weißwasser | SC Dynamo Berlin     | 20:05            | 130(37)        | :              | 30(19)         |
| 9                | SC Dynamo Berlin     | SG Dynamo Weißwasser | 40:02            | 150(41)        | :              | 30(21)         |
| 10               | SC Dynamo Berlin     | SG Dynamo Weißwasser | 30:01            | 170(44)        | :              | 30(22)         |
| 11               | SG Dynamo Weißwasser | SC Dynamo Berlin     | 0:03             | 190(47)        | :              | 30(22)         |
| 12               | SG Dynamo Weißwasser | SC Dynamo Berlin     | 30:11            | 210(58)        | :              | 30(25)         |

| 23. Oktober 1978 | SC Dynamo Berlin Harald Kuhnke (11.) Jürgen Breitschuh (18.) Harald Kuhnke (18.) Dieter Frenzel (31.), (47.) Wolfgang Unterdörfel (59.) | 6:1 (3:1, 1:0, 2:0) Spielbericht | SG Dynamo Weißwasser Frank Braun (14.) | Dynamo-Eishalle, Berlin |

| 24. Oktober 1978 18:00 Uhr | SC Dynamo Berlin Klaus Schröder (1:0) Friedhelm Bögelsack (22.) Dietmar Peters (28.) Detlef Radant (34.) Rainer Patschinski (41.) | 5:4 (1:0, 3:2, 1:2) Spielbericht | SG Dynamo Weißwasser Joachim Franke (32.) Detlef Mark (39.) Frank Braun (48., 55.) | Dynamo-Eishalle, Berlin |

| 26. Oktober 1978 18:00 Uhr | SG Dynamo Weißwasser Rolf Bielas (14., 19., 32.) | 3:2 (2:2, 1:0, 0:0) Spielbericht | SC Dynamo Berlin Harald Kuhnke (12.) Joachim Stasche (16.) | Wilhelm-Pieck-Kunsteisstadion, Weißwasser Zuschauer: 3.000 |

| 27. Oktober 1978 18:00 Uhr | SG Dynamo Weißwasser Peter Slapke (35.) Frank Braun (53.) | 2:4 (0:2, 1:0, 1:2) Spielbericht | SC Dynamo Berlin Wolfgang Unterdörfel (6.) Joachim Lempio (7.) Dietmar Peters (49.) Jürgen Breitschuh (57.) | Wilhelm-Pieck-Kunsteisstadion, Weißwasser Zuschauer: 3.000 |

| 20. November 1978 | SC Dynamo Berlin Dieter Frenzel (16.) Joachim Stasche (29.) Harald Kuhnke (39.) Dietmar Peters (59.) | 4:0 (1:0, 2:0, 1:0) Spielbericht | SG Dynamo Weißwasser | Dynamo-Eishalle, Berlin |

| 21. November 1978 18:00 Uhr | SC Dynamo Berlin Dietmar Peters (19.) Pöhland (32.) Rainer Patschinski (40.) Dieter Frenzel (41.) Rainer Patschinski (41.) Harald Kuhnke (49.) Joachim Lempio (50.) | 7:3 (1:0, 2:2, 4:1) Spielbericht | SG Dynamo Weißwasser Eckhard Scholz (31.) Peter Slapke (39.) Frank Braun (51.) | Dynamo-Eishalle, Berlin |

| 4. Dezember 1978 | SG Dynamo Weißwasser Eckhard Scholz (19.) Hubert Hahn (36.) Frank Braun (48.) Eckhard Scholz (56.) | 4:4 (1:0, 1:2, 2:2) Spielbericht | SC Dynamo Berlin Dieter Frenzel (23.) Roland Peters (37.) Rainer Patschinski (42.) Frank Proske (43.) | Wilhelm-Pieck-Kunsteisstadion, Weißwasser |

| 5. Dezember 1978 | SG Dynamo Weißwasser Eckhard Scholz (12.) Rolf Bielas (47.) | 2:5 (1:1, 0:1, 1:3) Spielbericht | SC Dynamo Berlin Gerhard Müller (10.) Jürgen Breitschuh (33.) Jürgen Breitschuh (48.) Joachim Stasche (58.) Reinhardt Fengler (59.) | Wilhelm-Pieck-Kunsteisstadion, Weißwasser |

| 15. Januar 1979 18:00 Uhr | SC Dynamo Berlin Jürgen Breitschuh (7.) Rainer Patschinski (34) Reinhardt Fengler (44.) Rainer Patschinski (60.) | 4:2 (1:1, 1:0, 2:1) Spielbericht | SG Dynamo Weißwasser Däßler (17.) Peter Slapke (53.) | Dynamo-Eishalle, Berlin |

| 16. Januar 1979 18:00 Uhr | SC Dynamo Berlin Dietmar Peters (15.) Gerhard Müller (20.) Joachim Stasche (39.) | 3:1 (2:0, 1:1, 0:0) Spielbericht | SG Dynamo Weißwasser Frank Braun (25.) | Dynamo-Eishalle, Berlin |

| 20. Januar 1978 | SG Dynamo Weißwasser | 0:3 (0:2, 0:0, 0:1) Spielbericht | SC Dynamo Berlin Rainer Patschinski (2.) Gerhard Müller (13.) Roland Peters (45.) | Wilhelm-Pieck-Kunsteisstadion, Weißwasser |

| 21. Januar 1978 | SG Dynamo Weißwasser Detlef Mark (2.) Joachim Franke (14.) Detlef Mark (26.) | 3:11 (2:0, 1:5, 0:6) Spielbericht | SC Dynamo Berlin Klaus Schröder (25.) Dieter Frenzel (25.) Reinhardt Fengler (28.) Dieter Frenzel (40.) Gerhard Müller (40., 41.) Dieter Frenzel (46.) Reinhardt Fengler (47.) Joachim Stasche (50.) Dieter Frenzel (52.) Gerhard Müller (58.) | Wilhelm-Pieck-Kunsteisstadion, Weißwasser |

## DDR-Bestenermittlung
Das Endrundenturnier der A-Gruppe wurde Anfang März 1979 in Crimmitschau ausgetragen, vier Wochen später trafen sich an gleicher Stätte die Teams der B-Gruppe.

### Sieger
BSG Monsator Berlin

### A-Gruppe
| Pl. | Verein                      | Sp. | S | U | N | Tore  | Punkte |
| --- | --------------------------- | --- | - | - | - | ----- | ------ |
| 1.  | BSG Monsator Berlin (M)     | 3   | 3 | – | – | 17:10 | 06:0   |
| 2.  | BSG Einheit Crimmitschau    | 3   | 2 | – | 1 | 26:15 | 04:02  |
| 3.  | BSG Motor Bad Muskau        | 3   | 1 | – | 2 | 18:18 | 02:04  |
| 4.  | BSG Motor Optima Erfurt (N) | 3   | – | – | 3 | 11:29 | 00:06  |

|     | Sieger der DDR-Bestenermittlung |
|     | Abstieg in die B-Gruppe         |
| (M) | Titelverteidiger                |
| (N) | Neuling                         |

### B-Gruppe
| Pl. | Verein                               | Sp.                      | S                        | U                        | N                        | Tore                     | Punkte                   |
| --- | ------------------------------------ | ------------------------ | ------------------------ | ------------------------ | ------------------------ | ------------------------ | ------------------------ |
| 1.  | SG Dynamo Klingenthal                | 3                        | 3                        | –                        | –                        | 21:10                    | 06:0                     |
| 2.  | BSG Aufbau Halle                     | 3                        | 2                        | –                        | 1                        | 26:08                    | 04:02                    |
| 3.  | BSG Chemie Leuna                     | 3                        | –                        | 1                        | 2                        | 10:22                    | 01:05                    |
| 4.  | BSG Chemie 70 Rostock (A)            | Mannschaft zurückgezogen | Mannschaft zurückgezogen | Mannschaft zurückgezogen | Mannschaft zurückgezogen | Mannschaft zurückgezogen | Mannschaft zurückgezogen |
| -   | BSG Fortschritt Hohenstein-Ernstthal | 3                        | –                        | 1                        | 2                        | 05:22                    | 01:05                    |

Als Ersatz für Chemie Rostock – per Beschluss kampflos auf den Relegationsplatz gesetzt – durfte die BSG Fortschritt Hohenstein-Ernstthal nur außer Konkurrenz am Turnier teilnehmen und bekam dementsprechend keine Platzierung zugewiesen.
|     | Für die A-Gruppe qualifiziert                  |
|     | Relegation gegen Sieger d. Bezirksausscheidung |
| (A) | A-Gruppen-Absteiger                            |

## Relegation (DDR-Bestenermittlung – Bezirksliga)
Die Relegation fand erst im Januar 1980 statt. Den Platz des Vertreters der Bestenermittlung nahm die BSG Chemie 70 Rostock ein, die zwei Wochen vor Turnierbeginn zurückgezogen hatte und am grünen Tisch auf den vierten und letzten Platz gesetzt wurde. Der Vertreter aus Hohenstein-Ernstthal, der außer Konkurrenz startete, verpasste aufgrund der verpassten Bezirksmeisterschaft eine mögliche Teilnahme an der Relegation. Diesen Platz nahm die BSG Aufbau Schönheide ein, nachdem diese noch letztes Jahr auf ihr Startrecht verzichtet hatte.
| BSG Chemie 70 Rostock              | – | BSG Aufbau Schönheide                      | 12:5 |
| (Letzter d. B-Gruppe/B.ermittlung) |   | (Sieger d. Ausscheidung d. Bezirksmeister) |      |

Die BSG Chemie 70 Rostock startete somit auch in der kommenden Saison in der DDR-Bestenermittlung.